# Krister Ulvenhoff
Rune Krister Ulvenhoff, född 20 november 1949 i Brännkyrka, svensk, komiker, skådespelare, vissångare, revyaktör, dragspelare och kompositör. Ulvenhoff är sedan många år medlem i Yrkestrubadurernas förening YTF och han är även invald som medlem i Teaterorden TSO. 
Han har sjungit rallarvisor i norr tillsammans med trubaduren Björn Arahb och han har rest i Evert Taubes farvatten. På Skansen föreställde han för några år sedan den berömde bondkomikern Jödde i Göljaryd. Ulvenhoff har också spelat med i folklustspelet Bröderna Östermans huskors tillsammans med skådespelarna Charlie Elvegård, Adele Li Puma och Hans Wahlgren. Han har även medverkat i en finlandssvensk uppsättning av en pjäs,som heter Vår lilla stad, där han även skrev en del av musiken. Icke att förglömma är att han även gjort rollen som gårdsmusikant i Söderkåkar.
Ulvenhoff turnerade några år runt i Stockholms län med lustspelet "Älskade tant" och förgyllde tillvaron för både gamla och sjuka tillsammans skådespelarna Hans Kumlien och Charlie Elvegård. Han har skrivit revyer tillsammans med Charlie Elvegård och Hans Kumlien, såsom tidigare omnämnda Älskade Tant, men även i Trubaduren och Krumeluren, samt Pasta och Pyttipanna har Krister Ulvenhoff varit en av medförfattarna. 
Ulvenhoff har sen 1978 ingått i gruppen Löst folk tillsammans med bland andra Lasse Johansson och Lotta Franzén samt i gruppen Diddlers tillsammans med Pyret Moberg och Mats Jerrolf.
Sommaren 2006 turnerade Ulvenhoff ombord på vikingaskeppet Viking Plym i Stockholms skärgård tillsammans med bland andra Pierre Ström, Lasse Tennander, Billey Shamrock och Pyret Moberg. Turnén gick under namnet Låtbåten 2006 vilket resulterade i en cd med samma namn där Ulvenhoff sjunger och spelar sin egen melodi "Sommar i Sverige".
Under 2007 kom han med sin första helt egna Cd-skiva Visor från Bushängsle vilken består av enbart hans egna kompositioner och vistexter.
Krister Ulvenhoff gjorde också rollen som Venlas Arvid, spelman i Riksteaterns uppsättning av Änkeman Jarl som turnerade i Sverige fram till och med maj 2009. Under hösten 2009 gör Ulvenhoff och Hans Kumlien tillsammans en kabaré till revykungen Ernst Rolfs ära kallad "Grabben med chokla' i...". Till detta kan läggas att Krister Ulvenhoff varit yrkesverksam på scentiljorna ända sedan 1980.